# Набиев, Инамжан
Инамжан Набиев — советский хозяйственный, государственный и политический деятель, Герой Социалистического Труда.

## Биография
Родился в 1920 оду в Тюря-Курганском районе. Член КПСС с 1945 года.
Участник Великой Отечественной войны. С 1943 года — на хозяйственной, общественной и политической работе. В 1943—1980 гг. — инспектор по промышленности в Тюря-Курганском районе, первый секретарь Тюря-Курганского райкома, секретарь Наманганского обкома, первый секретарь Уч-Курганского райкома, первый секретарь Избасканского райкома, Наманганского райкома КП Узбекистана, главный инженер треста «Трестирстрой» в Намангане.
Указом Президиума Верховного Совета СССР от 11 января 1957 года присвоено звание Героя Социалистического Труда с вручением ордена Ленина и золотой медали «Серп и Молот».
Избирался депутатом Верховного Совета Узбекской ССР 3-го, 4-го, 5-го, 6-го, 7-го, 8-го созывов.
Делегат XXII съезда КПСС.
Умер в Намангане после 1985 года.